# Software Package Data Exchange

Logo dello standard

Software Package Data Exchange (SPDX) è uno standard aperto promosso dalla Linux Foundation per la documentazione del software.
Ideato nel 2010, la prima versione è stata distribuita nell'agosto 2011 ed è diventato standard ISO/IEC 5962:2021 nell'agosto 2021. L'ultima versione disponibile è la 3.0.
La lista delle licenze della specifica SPDX è utilizzata da npm, Python e Cargo.